# ゴルロス
ゴルロス（モンゴル語：Горлос、中国語：郭爾羅斯 Guōěrluósī、英語：Gorlos）は、15世紀前期に形成されたモンゴルの一部族。その遠祖はチンギス・カンの弟のジョチ・カサル。

## 歴史
ゴルロス（郭爾羅斯）部は喜峰口外に在り、京師（北京）まで1897里の距離にある。東西の距離は450里、南北の距離は660里ある。南は盛京辺墻、東は吉林府、西及び北はホルチン（科爾沁）部がある。
チンギス・カン（元太祖）は弟のジョチ・カサル（搠只合撒児）に命じ、ゴルロス部を征伐させた。ゴルロス部のナリン・カンは20万の兵を率いて迎え撃ったが、ケリュー・コブケルにおいて、ハサル・エジェン，コンギラトのオチル・セチェン，オングトのトゥデク・クルゲン，バヤウトのオレイ・アンダらによって生け捕りにされ、ゴルロス部はモンゴルに降伏した。
ジョチ・カサルから16代後のウバシ（烏巴什）に至り、その所部の号を「ゴルロス」とした。子のマングオ（莽果）もこれにしたがう。
天命9年（1624年）、マングオ（莽果）の子ブムバ（布木巴）はホルチン（科爾沁）タイジ（台吉）のオーバ（奥巴）とともに後金に遣使して好を乞い、一族を率いて帰順した。これにより、チャハル（察哈爾）部のリンダン・ハーン（林丹汗）がホルチン（科爾沁）を掠奪した際は、後金が軍を遣わしてゴルロス部を応援するため農安塔に至った。リンダン・ハーンは遁走し、二度とホルチン部及びゴルロス諸部に侵入しようとはしなくなった。清朝はゴルロス部にジャサク（扎薩克）を二つ設けた。一つはブムバ（布木巴）といい、爵はトサラフグン（鎮国公）を授けた。もう一つはブムバ（布木巴）の従弟グム（固穆）といい、爵はトサラフグン（鎮国公）を授けた。また、ホルチン部とは同祖であることから、これに附いてジェリム（哲里木）盟に隷属した。旗は二つあり、前旗はグルバンチャハン（固爾班察罕）に駐屯し、後旗は榛子嶺に駐屯した。爵は三つあり、ジャサク・トサラフグン（扎薩克輔国公）が一つ、ジャサク・タイジ（扎薩克台吉）が一つ、附トシェグン（鎮国公）が一つ。
ゴルロス部ではブムバ（布木巴）一旗が前旗となり、吉林に近い。嘉慶5年（1800年）、吉林将軍の秀林はゴルロス部をもって墾地して長春理事通判を置くことを上奏し、並びにその租を分徴することを請うたが、嘉慶帝はこれを斥けた。10代後のハルマシディ（喀爾瑪什迪）に至り、光緒9年（1883年）に爵位をそのままにジャサク（扎薩克）を削った。その後、族等のタイジ（台吉）であるバヤスフラン（巴雅斯呼朗）を代わってジャサク（扎薩克）とした。光緒13年（1887年）、ふたたび長春庁を昇格させて府とした。ここにおいて旗界内遼黄龍府の旧地に農安県を置き、これに隸属させた。光緒34年（1908年）、また墾地を拡張し、分けて長嶺県を置く。宣統2年（1910年）、長春府を分けて徳恵県を置く。ブムバの旗は郡県凡4つを置き、皆吉林に隷属した。
グム（固穆）一旗は後旗となり、黒龍江に近く、また東三省鉄路の衝に当たる。光緒3年（1877年）、墾地に肇州庁を置き、黒龍江に隷属した。後にまた分けて肇東経歴を置く。ゴルロス部は二旗あり、墾地が分かれて吉林、黒龍江二省に隷属した。前旗には佐領が23あり、後旗には佐領が34あった。

## 歴代首長
1. ウバシ（烏巴什）…ジョチ・カサル（搠只合撒児）の16代目の子孫
2. マングオ（莽果）…ウバシの子

ジャサク・トシェグン（扎薩克鎮国公）
1. ブムバ（布木巴）（1648年 - 1654年）…マングオの子
2. ジャルブ（扎爾布）（1654年 - 1665年）…ブムバの長男
3. アンダシェンリ（安達什哩）（1665年 - 1702年）…ジャルブの長男
4. バトゥ（巴図）（1703年 - 1740年）…アンダシェンリの長男
5. ドルジ（多爾済）（1740年 - 1755年）…バトゥの長男
6. ソノム・ジャムス（索諾木扎木素）（1755年 - 1759年）…ドルジの長男
7. シラボディ（錫喇博第）（1759年 - 1777年）…ソノム・ジャムスの長男
8. グルジャブ（固嚕扎布）（1777年 - 1829年）…シラボディの長男
9. ヤンザンバラ（楊贊巴拉）（1829年 - 1863年）…グルジャブの子
10. ガルマシェンディ（噶爾瑪什迪）（1863年 - 1883年、鎮国公：1883年 - 1900年）…ヤンザンバラの次孫
11. ダムリンジャブ（達木林扎布）（1902年 - ）…ガルマシェンディの子

ジャサク一等タイジ（扎薩克一等台吉）
1. ビリグンエジル（畢里袞鄂斉爾）（一等台吉：1696年 - 1708年、扎薩克一等台吉：1708年 - 1714年）…ブムバの従孫
2. チャグン（察袞）（1714年 - 1746年）…ビリグンエジルの次男
3. ドウガルジャブ（都噶爾札布）（1746年 - 1754年）…チャグンの四男
4. アラブタン（阿喇布坦）（1755年 - 1795年）…ドウガルジャブの従弟

ジャサク・トサラフグン（扎薩克輔国公）
1. グム（固穆）（1636年 - 1643年）…ブムバの従弟
2. サンガルジ（桑噶爾斉）（1648年 - 1650年）…グムの弟
3. アンガ（昂哈）（1650年 - 1679年）…グムの長男
4. マンサイ（莽塞）（1679年 - 1687年、輔国公：1687年 - 1719年）…アンガの長男
5. ノルブ（諾爾布）（輔国公：1719年 - 1727年）…マンサイの長男
6. ツェワンジャブ（策旺札布）（輔国公：1727年 - 1732年）…ノルブの長男
7. エルデネ（額勒登額）（輔国公：1732年 - 1757年）…ツェワンジャブの長男
8. ゴンゲラブタン（恭格喇布坦）（輔国公：1757年 - 1795年、扎薩克輔国公：1795年 - 1798年）…エルデネの長男
9. チョクウンドルエンクババイ（綽克温都爾恩克巴拜）（1798年 - 1808年）…ゴンゲラブタンの長男
10. エンクトクトフ（恩克托克托琥）（1808年 - 1822年）…チョクウンドルエンクババイの弟
11. アルタン・エジル（阿勒坦鄂斉爾）（1822年 - 1870年）…エンクトクトフの長男。道光二年，襲。
12. トゥプウルジトゥ（図普烏勒済図）（1870年 - 1897年）… アルタン・エジルの子
13. ジモトサンペイル（斉莫特散帔勒）（1897年 - ?）…トゥプウルジトゥの孫

ジャサク一等タイジ（扎薩克一等台吉）
1. バヤスフラン（巴雅斯呼朗）（1883年 - 1894年）…ガルマシェンディと同族。光緒九年，授扎薩克一等台吉。
2. ルスロンジャブ（勒蘇隆扎布）（1894年 - 1905年）…バヤスフランの子。光緒二十年，襲。
3. ブヤンチュク（布彦楚克）（1905年 - ?）…ルスロンジャブの子。光緒三十一年，襲。